# シュードモナス科
シュードモナス科（ーか、Pseudomonadaceae）とは真性細菌の科の一つである。

## 歴史
シュードモナス菌（Pseudomonad）はギリシャ語のpseudo (ψευδο - 偽の)とmonos (μονος - 一団)との成語であり、直訳で「偽の一団」の意味である。"monad"は微生物学の初期から用いられてきた用語であり、単細胞生物を指す。シュードモナス菌は普遍的に存在する微生物であるため、微生物学の初期からその存在を認識されており、研究されてきた。シュードモナス属（Pseudomonas）という語は1894年に登場した。当時は、グラム陰性で桿状かつ胞子生産性の細菌という非常に漠然とした定義であった。シュードモナス菌は膨大な種類のニッチから単離され、非常に多くの種がシュードモナス属に分類されることになった。種の振り分けが見直され、新たに制定された分類法と、生体高分子（核酸やタンパク質）に基づく手法により多くの種は再分類された。
アゾトバクター科（Azotobacteriaceae）は2004年にこの科に統合された。
2000年にシュードモナス属（Pseudomonas）の複数の種について完全ゲノムのシークエンシングが行われた。以降、P. aeruginosa PAO1 (2000)やP. putida KT2440 (2002)、P. fluorescens Pf-5 (2005)、P. fluorescens PfO-1、P. entomophila L48についても完全ゲノムの解読がなされた。Pseudomonas syringaeの植物病原種 ― pathovar tomato DC3000 (2003)やpathovar syringae B728a (2005)、pathovar phaseolica 1448A (2005) ― のDNAシークエンシングも行われた。

## 特性
- シトクロムCオキシダーゼを有するため、オキシダーゼ陽性
- 非発酵性
- グリセルアルデヒド-6-リン酸脱水素酵素とアルドラーゼによるエントナー・ドゥドロフ経路を有するため、グルコース代謝能を持つ。
- 胞子産生性でかつ運動性を示す。
- 多くの種が蛍光色素のピオベルジンを産生する[8]。

オキシダーゼ活性と胞子産生性、発酵不活性である点が、同じガンマプロテオバクテリア綱の腸内細菌科と異なる。

## 下位分類（属）

### IJSEMに正式承認された属
以下にシュードモナス科に属する属を列挙する(2024年6月現在)。
- Atopomonas

Rudra and Gupta 2021 (IJSEMリストに掲載 2021)
- Azomonas　アゾモナス属

Winogradsky 1938 (IJSEMリストに掲載 1980)、修正 Rudra and Gupta 2024
- Azorhizophilus　アゾリゾフィルス属

Thompson and Skerman 1981 (IJSEMリストに掲載 1981)
- Azotobacter　アゾトバクター属

Beijerinck 1901 (IJSEMリストに掲載 1980)、修正 Rudra and Gupta 2024
- Chryseomonas　クリセオモナス属

Holmes et al. 1986、修正　Holmes et al. 1987、修正 Rudra and Gupta 2024
- Denitrificimonas

Saati-Santamaría et al. 2021 (IJSEMリストに掲載 2021)
- Entomomonas

Wang et al. 2020
- Halopseudomonas　ハロシュードモナス属

Rudra and Gupta 2021 (IJSEMリストに掲載 2021)
- Mesophilobacter　メソフィロバクター属

Nishimura et al. 1989
- Permianibacter

Wang et al. 2014 (IJSEMリストに掲載 2015)
- Pseudomonas　シュードモナス属

Migula 1894 (IJSEMリストに掲載 1980)、修正　Yang et al. 2013 (IJSEMリストに掲載 1980)
- Rhizobacter　リゾバクター属

後藤正夫と桑田博隆 1988、修正　Stackebrandt et al. 2009 (IJSEMリストに掲載 1980)、修正　Imai et al. 2013 (IJSEMリストに掲載 1980)
- Rugamonas　ルガモナス属

Austin and Moss 1987 (IJSEMリストに掲載 1986)、修正　Jeon et al. 2021 (IJSEMリストに掲載 2022)
- Thiopseudomonas　チオシュードモナス属

Tan et al. 2015 (IJSEMリストに掲載 2015)、修正　Rudra and Gupta 2021 (IJSEMリストに掲載 2021)

### IJSEMに未承認の属
- "Alginomonas"　アルギノモナス属

Thjotta and Kass 1945
- "Alginovibrio"　アルギノビブリオ属

Thjotta and Kass 1945
- "Azotomonas"　アゾトモナス属

Orla-Jensen 1909
- "Protaminobacter"　プロタミノバクター属

Den Dooren-De Jong 1926
- "Saccharomonas"　サッカロモナス属

Shimwell 1950
- "Sporovibrio"　スポロビブリオ属

Starkey 1938
- Azomonotrichon　アゾモノトリコン属

Thompson and Skerman 1981 (IJSEMリストに掲載 1981)
Azomonas アゾモナス属のシノニム
- Flavimonas　フラビモナス属

Holmes et al. 1987
Pseudomonas シュードモナス属のシノニム
- Neopseudomonas　ネオシュードモナス属

Saati-Santamaría et al. 2021 (IJSEMリストに掲載 2021)
Halopseudomonas ハロシュードモナス属のシノニム
- Oblitimonas　オブリチモナス属

Drobish et al. 2016 (IJSEMリストに掲載 2021)
Thiopseudomonas チオシュードモナス属のシノニム
- Parapseudomonas　パラシュードモナス属

Saati-Santamaría et al. 2021 (IJSEMリストに掲載 2021)
Atopomonasのシノニム
- Serpens　サーペンス属

Hespell 1977 (IJSEMリストに掲載 2021)
Pseudomonas シュードモナス属のシノニム
- Stutzerimonas

Lalucat et al. 2022 (IJSEMリストに掲載 2021)、修正 Rudra and Gupta 2024
Pseudomonas シュードモナス属のシノニム